# Ganglions de la base

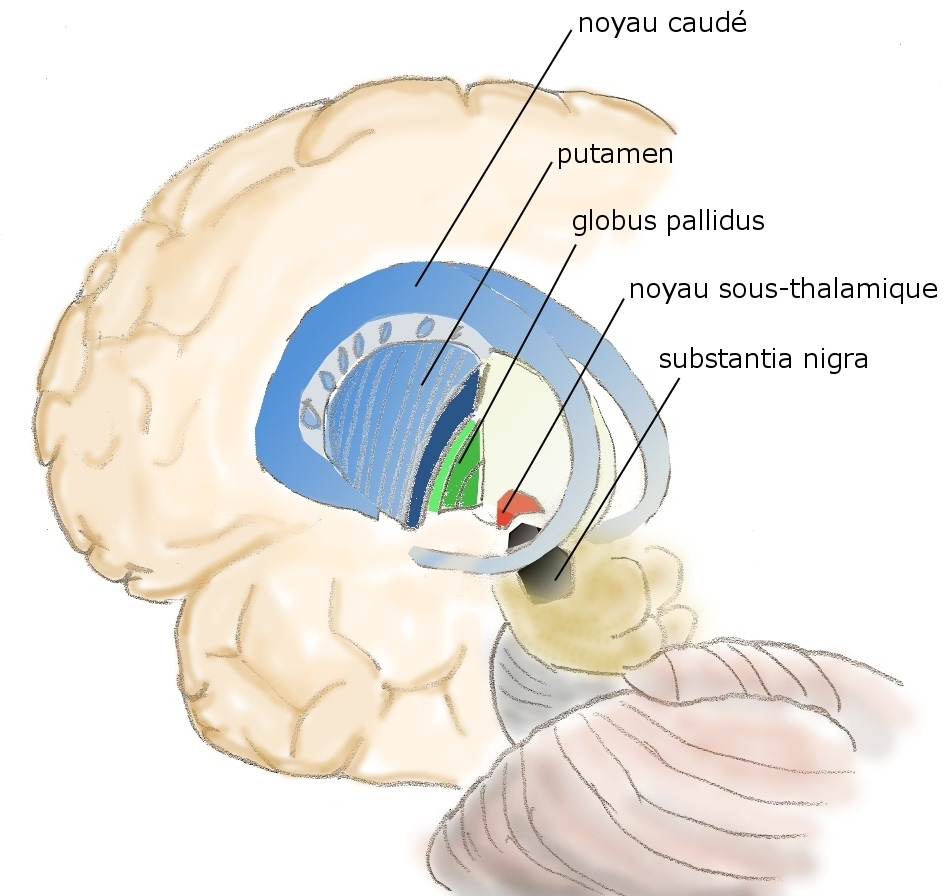
Noyaux gris centraux.

Les ganglions de la base (autrement appelés noyaux gris centraux ou noyaux de la base) sont un ensemble de structures sous-corticales constitué par des noyaux pairs, interconnectés au niveau télencéphalique (hémisphères cérébraux) et diencéphalique. Leur structure peut varier selon qu'on les définit de manière anatomique ou fonctionnelle. Le terme anatomique ganglions de la base est un ancien nom, anatomiquement incorrect, étant donné que "ganglion" réfère à un groupe de neurones situés en dehors du système nerveux central, hors dans ce cas, ils sont situés à l'intérieur, et le terme le plus approprié est noyaux "Basal nuclei" en anglais. 
Au sens purement anatomique ils comprennent quatre noyaux pairs :
- le noyau caudé ;
- le noyau lenticulaire correspondant au putamen et au pallidum ;
- le noyau sous-thalamique ;
- la substance noire.

Au sens fonctionnel, on aborde ces structures de manière différente :
- le striatum composé du noyau caudé et du putamen (correspondant à la partie latérale du noyau lenticulaire) ;
- le globus pallidus interne (GPi) et le globus pallidus externe (GPe), correspondant au pallidum (partie médiale du noyau lenticulaire) ;
- le noyau sous-thalamique (ou corps de Luys) ;
- la substance noire compacte (SNpc, du latin : substantia nigra pars compacta), et la substance noire réticulée (SNr, substantia nigra pars reticulata).

Le striatum, le GPe, le GPi et la SNpr sont essentiellement composés de neurones inhibiteurs (gabaergiques), dans le circuit, seul le noyau subthalamique est composé de neurones excitateurs (glutamatergiques).
Ces noyaux participent à des réseaux neuronaux disposés en boucles parallèles motrices, oculomotrices, cognitives et limbiques unissant successivement le cortex, les ganglions de la base, le thalamus et le cortex.
Les interconnexions des différents noyaux des ganglions de la base sont assez complexes. Le striatum et le noyau subthalamique reçoivent des entrées du cortex, le GPi et la SNr sont les sorties du circuit, qui projettent sur le thalamus. L'intérieur du circuit est composé de projections inhibitrices du striatum vers le GPe, le GPi et la SNr ; de projections excitatrices du noyau subthalamique vers le striatum, le GPe, le GPi et la SNr ; de projections inhibitrices du GPe vers le striatum, le noyau subthalamique, le GPi et la SNr.
Une interprétation de cette connectivité en termes de chemins (ou voies) dits direct et indirect a été proposée pour expliquer les troubles moteurs apparaissant en particulier dans la maladie de Parkinson:
- la voie directe activatrice par désinhibition du thalamus : cortex cérébral ⇒ striatum D1 ⇒ pallidum interne/substance noire ⇒ thalamus ⇒ cortex cérébral ;

et
- voie indirecte inhibitrice du thalamus : cortex cérébral ⇒ striatum D2 ⇒ pallidum externe ⇒ noyau sous-thalamique ⇒ globus pallidus interne/substance noire ⇒ thalamus ⇒ cortex cérébral.

L'ajout d'une voie dite hyperdirecte, correspondant aux projections : cortex cérébral ⇒ noyau sous-thalamique ⇒ thalamus ⇒ cortex cérébral, a été proposée en 2002. Cependant, la pertinence de ces simplification de la connectivité en "voies" sont encore débattues.

## Dans le monde animal
Les ganglions de la base sont l'une des zones du cerveau où l'on retrouve des cristaux de magnétite, naturellement biominéralisés par l'organisme, et/ou apportés par la pollution de l'air, via le sang au travers de la barrière hématoencéphalique, ou ayant migré à partir des récepteurs olfactifs.

## En médecine
L'atteinte des ganglions de la base est responsable en totalité ou partiellement de plusieurs maladies :
- la maladie de Parkinson, par atteinte de la substantia nigra (ou locus niger) pars compacta ;
- la maladie de Gilles de la Tourette ;
- la maladie de Huntington, atrophie des noyaux caudé ;
- la maladie de Wilson ;
- la dystonie myoclonique.

En outre, elle jouerait un rôle dans les psychoses, telles que la schizophrénie,.

## Divers
L’International Basal Ganglia Society (IBAGS) est chargée de promouvoir l'étude des ganglions de la base dans le monde. En France, il existe un Club des ganglions de la base.

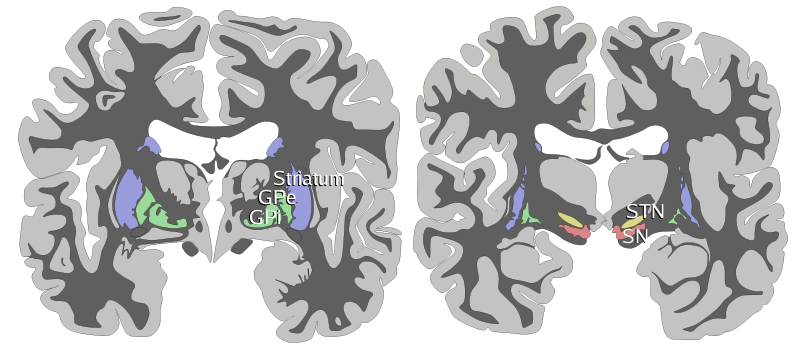
Schémas représentant deux coupes coronales du cerveau humain et faisant apparaître certains des éléments des ganglions de la base : en bleu, le striatum, en vert le globus pallidus (interne, GPi et externe, GPe), en jaune le noyau sous-thalamique et en rouge la substance noire (pars reticulata et pars compacta).